# Golden Globe 1988
La 45ª edizione della cerimonia di premiazione di Golden Globe si è tenuta il 23 gennaio 1988 al Beverly Hilton Hotel di Beverly Hills, California.
Gigi Garner, figlia di James Garner, è stata la Golden Globe Ambassador dell'edizione.

## Premi per il cinema
Vengono di seguito indicati in grassetto i vincitori. Ove ricorrente e disponibile, viene indicato il titolo in lingua italiana e quello in lingua originale tra parentesi.

### Miglior film drammatico
- L'ultimo imperatore (The Last Emperor), regia di Bernardo Bertolucci
- Grido di libertà (Cry Freedom), regia di Richard Attenborough
- L'impero del sole (Empire of the Sun), regia di Steven Spielberg
- Attrazione fatale (Fatal Attraction), regia di Adrian Lyne
- La Bamba (La Bamba), regia di Luis Valdez
- Pazza (Nuts), regia di Martin Ritt

### Miglior film commedia o musicale
- Anni '40 (Hope and Glory), regia di John Boorman
- Baby Boom (Baby Boom), regia di Charles Shyer
- Dentro la notizia - Broadcast News (Broadcast News), regia di James L. Brooks
- Dirty Dancing - Balli proibiti (Dirty Dancing), regia di Emile Ardolino
- Stregata dalla luna (Moonstruck), regia di Norman Jewison

### Miglior regista
- Bernardo Bertolucci - L'ultimo imperatore (The Last Emperor)
- James L. Brooks - Dentro la notizia - Broadcast News (Broadcast News)
- Richard Attenborough - Grido di libertà (Cry Freedom)
- Adrian Lyne - Attrazione fatale (Fatal Attraction)
- John Boorman - Anni '40 (Hope and Glory)

### Miglior attore in un film drammatico
- Michael Douglas - Wall Street (Wall Street)
- Denzel Washington - Grido di libertà (Cry Freedom)
- Jack Nicholson - Ironweed (Ironweed)
- John Lone - L'ultimo imperatore (The Last Emperor)
- Nick Nolte - Weeds (Weeds)

### Migliore attrice in un film drammatico
- Sally Kirkland - Anna (Anna)
- Faye Dunaway - Barfly (Barfly)
- Glenn Close - Attrazione fatale (Fatal Attraction)
- Rachel Chagall - Gaby - Una storia vera (Gaby: A True Story)
- Barbra Streisand - Pazza (Nuts)

### Miglior attore in un film commedia o musicale
- Robin Williams - Good Morning, Vietnam (Good Morning Vietnam)
- William Hurt - Dentro la notizia - Broadcast News (Broadcast News)
- Patrick Swayze - Dirty Dancing - Balli proibiti (Dirty Dancing)
- Nicolas Cage - Stregata dalla luna (Moonstruck)
- Steve Martin - Roxanne (Roxanne)
- Danny DeVito - Getta la mamma dal treno (Throw Momma from the Train)

### Migliore attrice in un film commedia o musicale
- Cher - Stregata dalla luna (Moonstruck)
- Diane Keaton - Baby Boom (Baby Boom)
- Holly Hunter - Dentro la notizia - Broadcast News (Broadcast News)
- Jennifer Grey - Dirty Dancing - Balli proibiti (Dirty Dancing)
- Bette Midler - Una fortuna sfacciata (Outrageous Fortune)

### Miglior attore non protagonista
- Sean Connery - Gli intoccabili (The Untouchables)
- R. Lee Ermey - Full Metal Jacket (Full Metal Jacket)
- Richard Dreyfuss - Pazza (Nuts)
- Rob Lowe - Square Dance (Square Dance)
- Morgan Freeman - Street Smart - Per le strade di New York (Street Smart)

### Migliore attrice non protagonista
- Olympia Dukakis - Stregata dalla luna (Moonstruck)
- Anne Archer - Attrazione fatale (Fatal Attraction)
- Norma Aleandro - Gaby - Una storia vera (Gaby - A True Story)
- Vanessa Redgrave - Prick Up - L'importanza di essere Joe (Prick Up Your Ears)
- Anne Ramsey - Getta la mamma dal treno (Throw Momma from the Train)

### Migliore sceneggiatura
- Mark Peploe e Bernardo Bertolucci - L'ultimo imperatore (The Last Emperor)
- James L. Brooks - Dentro la notizia - Broadcast News (Broadcast News)
- John Boorman - Anni '40 (Hope and Glory)
- David Mamet - La casa dei giochi (House of Games)
- John Patrick Shanley - Stregata dalla luna (Moonstruck)

### Migliore colonna sonora originale
- Ryūichi Sakamoto, David Byrne e Cong Su - L'ultimo imperatore (The Last Emperor)
- George Fenton e Jonas Gwangwa - Grido di libertà (Cry Freedom)
- John Williams - L'impero del sole (Empire of the Sun)
- Henry Mancini - Lo zoo di vetro (The Glass Menagerie)
- Ennio Morricone - Gli intoccabili (The Untouchables)

### Migliore canzone originale
- (I've Had) The Time of My Life,  testo e musica di Franke Previte, John DeNicola, e Donald Markowitz - Dirty Dancing - Balli proibiti (Dirty Dancing)
- Shakedown, musica di Harold Faltermeyer e Keith Forsey, testo di Keith Forsey, Harold Faltermeyer e Bob Seger - Beverly Hills Cop II (Beverly Hills Cop II)
- Nothing's Gonna Stop Us Now, musica e testo di Albert Hammond e Diane Warren - Mannequin (Mannequin)
- The Secret of My Success, musica e testo di Jack Blades, David Foster, Tom Keane e Michael Landau - Il segreto del mio successo (The Secret of My Success)
- Who's That Girl, musica e testo di Patrick Leonard e Madonna - Who's That Girl? (Who's That Girl?)

### Miglior film straniero
- La mia vita a quattro zampe (Mitt liv som hund), regia di Lasse Hallström (Svezia)
- Arrivederci ragazzi (Au Revoir Les Enfants), regia di Louis Malle (Francia)
- Jean de Florette (Jean de Florette), regia di Claude Berri (Francia)
- Pentimento (Pokayaniye), regia di Tengiz Abuladze (URSS)
- Oci ciornie, regia di Nikita Mikhalkov (Italia)

## Premi per la televisione
Vengono di seguito indicati in grassetto i vincitori. Ove ricorrente e disponibile, viene indicato il titolo in lingua italiana e quello in lingua originale tra parentesi.

### Miglior serie drammatica
- Avvocati a Los Angeles (L.A. Law)
- La bella e la bestia (Beauty and the Beast)
- La signora in giallo (Murder, She Wrote)
- A cuore aperto (St. Elsewhere)
- Thirtysomething (Thirtysomething)
- Un anno nella vita (A Year in the Life)

### Miglior serie commedia o musicale
- Cuori senza età (The Golden Girls)
- Cin cin (Cheers)
- Casa Keaton (Family Ties)
- Frank's Place (Frank's Place)
- Hooperman (Hooperman)
- Moonlighting (Moonlighting)

### Miglior mini-serie o film per la televisione
- Fuga da Sobibor (Escape from Sobibor), regia di Jack Gold
- Una povera ragazza ricca - La storia di Barbara Hutton (Poor Little Rich Girl: The Barbara Hutton Story), regia di Charles Jarrott
- Hallmark Hall of Fame (Hallmark Hall of Fame) per l'episodio Foxfire
- La promessa (After the Promise), regia di David Greene
- Gli insospettabili (Echoes in the Darkness), regia di Glenn Jordan

### Miglior attore in una serie drammatica
- Richard Kiley - Un anno nella vita (A Year in the Life)
- Edward Woodward - Un giustiziere a New York (The Equalizer)
- Harry Hamlin - Avvocati a Los Angeles (L.A. Law)
- Michael Tucker - Avvocati a Los Angeles (L.A. Law)
- Tom Selleck - Magnum, P.I. (Magnum, P.I.)

### Miglior attore in una serie commedia o musicale
- Dabney Coleman - The Slap Maxwell Story (The Slap Maxwell Story)
- Michael J. Fox - Casa Keaton (Family Ties)
- Alan Thicke - Genitori in blue jeans (Growing Pains)
- John Ritter - Hooperman (Hooperman)
- Bruce Willis - Moonlighting (Moonlighting)

### Miglior attore in una mini-serie o film per la televisione
- Randy Quaid - Lyndon Johnson - I primi anni (LBJ: The Early Years)
- Mark Harmon - La promessa (After the Promise)
- Judd Nelson - Vip omicidi club (Billionaire Boys Club)
- Alan Arkin - Fuga da Sobibor (Escape from Sobibor)
- James Woods - Vietnam Missione Tonkin (In Love and War)
- Jack Lemmon - Long Day's Journey Into Night (Long Day's Journey Into Night)

### Miglior attrice in una serie drammatica
- Susan Dey - Avvocati a Los Angeles (L.A. Law)
- Linda Hamilton - La bella e la bestia (Beauty and the Beast)
- Sharon Gless - New York New York (Cagney & Lacey)
- Jill Eikenberry - Avvocati a Los Angeles (L.A. Law)
- Angela Lansbury - La signora in giallo (Murder, She Wrote)

### Miglior attrice in una serie commedia o musicale
- Tracey Ullman - Tracey Ullman Show (The Tracey Ullman Show)
- Beatrice Arthur - Cuori senza età (The Golden Girls)
- Rue McClanahan - Cuori senza età (The Golden Girls)
- Betty White - Cuori senza età (The Golden Girls)
- Cybill Shepherd - Moonlighting (Moonlighting)

### Miglior attrice in una mini-serie o film per la televisione
- Gena Rowlands - All'ombra della Casa Bianca (The Betty Ford Story)
- Shirley MacLaine - Out on a Limb (Out on a Limb)
- Farrah Fawcett - Una povera ragazza ricca - La storia di Barbara Hutton (Poor Little Rich Girl: The Barbara Hutton Story)
- Raquel Welch - Quando morire (Right to Die)
- Ann-Margret - Le due signore Grenvilles (The Two Mrs. Grenvilles)

### Miglior attore non protagonista in una serie
- Rutger Hauer - Fuga da Sobibor (Escape from Sobibor)
- Gordon Thomson - Dynasty (Dynasty)
- Kirk Cameron - Genitori in blue jeans (Growing Pains)
- Alan Rachins - Avvocati a Los Angeles (L.A. Law)
- John Hillerman - Magnum, P.I. (Magnum, P.I.)
- John Larroquette - Giudice di notte (Night Court)
- Brian McNamara - Vip omicidi club (Billionaire Boys Club)
- Dabney Coleman - Costretto al silenzio (Sworn to Silence)

### Miglior attrice non protagonista in una serie
- Claudette Colbert - Le due signore Grenvilles (The Two Mrs. Grenvilles)
- Christine Lahti - Amerika (Amerika)
- Rhea Perlman - Cin cin (Cheers)
- Allyce Beasley - Moonlighting (Moonlighting)
- Julia Duffy - Bravo Dick! (Newhart)

## Premi onorari
- Golden Globe alla carriera: Clint Eastwood